# Pedro de Guadalupe
Pedro de Guadalupe est un sculpteur espagnol de la Renaissance, sculpteur de retable, spécialité en assemblage et pour la décoration. Il a introduit l'art de la Renaissance dans la conception des retables.

## Biographie
Pedro de Guadalupe dit qu'il a 55 ans en 1525. Il est donc né en 1470, probablement à Valladolid. Le 27 avril 1530, il fait son testament, et en 1531 il était mort.
Il s'est marié avec Maria de Orduña, décédée en 1519, dont il a eu au moins deux filles, Maria et Francisca. Celles-ci se sont mariées en 1523, Maria avec le libraire Andrés de Valeria, et Francisca avec Juan de Orduña. Maria de Guadalupe et son mari meurent au cours d'une épidémie de peste, à Valladolid, en 1528.
La première mention de Pedro de Guadalupe date de 1495 quand il réalise et assemble le retable du Colegio Mayor Santa Cruz de Valladolid. En dépit de sa jeunesse, 25 ans, il est un maître suffisamment connu pour pouvoir soumissionner pour la réalisation d'un retable.
En 1503, il soumissionne et perd le contrat pour la réalisation des stalles du chœur de la cathédrale de Zamora réalisées par Juan de Bruselas.
Le 22 janvier 1504 il obtient le contrat pour la réalisation et l'assemblage du retable de la chapelle majeure (Capilla Mayor, actuelle Capilla del Sagrario) de la cathédrale San Antolín de Palencia où il est expliqué qu'il doit suivre le modèle du retable du collège de Santa Cruz de Valladolid. Diego de Deza, évêque de Palencia, a donné 300 000 maravédis pour réaliser le retable. Le 22 août 1506, Pedro de Guadalupe a fait venir le notaire Alonzo Paz dans l'hôpital de San Antolín pour constater que le retable était complet.
En 1505, le chapitre de la cathédrale le désigne pour estimer deux statues réalisées par Alejo de Vahía pour le retable. Felipe Bigarny a été chargé de fournir toutes les sculptures. Il en apporte 17 le 12 décembre 1506 et 9 le 19 octobre 1509. Juan de Flandes a exécuté les peintures représentant la vie de Jésus. Le retable est alors conservé dans l'hôpital de San Antolín, non monté et sans polychromie. Le retable a été monté dans la nouvelle chapelle majeure à partir de 1519.
En 1519, il déplace le chœur de la cathédrale de Palencia à l'endroit qu'il occupe aujourd'hui et a fait des sièges semblables aux anciens pour le côté ouest.
Il a réalisé le plan du retable de l'église d'Amusquillo vers 1520, le plan et la sculpture du retable du maître-autel de l'église d'Olivares de Duero, vers 1526.
Il souffre de la goutte à la fin de sa vie. Il ne travaille plus à partir de 1526 et cède son atelier à son adjoint, Luis de Oviedo.